# Patrice Sanahujas
Pour les articles homonymes, voir Sanahujas.
Patrice Sanahujas, né à Reims le 3 juillet 1952 et mort le 19 février 1996 dans la même ville, est un dessinateur de bande dessinées et illustrateur français.

## Biographie
Patrice Sanahujas a fait notamment les illustrations de couvertures de Bob Morane et Doc Savage. En bande dessinée, il a collaboré avec le scénariste André-Paul Duchâteau sur la série Serge Morand.
Dans les années 1980, il travaille avec René Laloux à un projet de long métrage d'animation, À l'ombre du dragon ; son décès en 1996 conduit Laloux à abandonner le projet.
Son fils Simon Sanahujas est écrivain.